# Майкро (Північна Кароліна)
Майкро (англ. Micro) — місто (англ. town) в США, в окрузі Джонстон штату Північна Кароліна. Населення — 458 осіб (2020).

## Географія
Майкро розташоване за координатами 35°33′46″ пн. ш. 78°12′15″ зх. д. / 35.56278° пн. ш. 78.20417° зх. д. (35.562732, -78.204143).  За даними Бюро перепису населення США в 2010 році місто мало площу 1,00 км², уся площа — суходіл.

## Демографія
Згідно з переписом 2010 року, у місті мешкала 441 особа в 188 домогосподарствах у складі 101 родини. Густота населення становила 443 особи/км².  Було 212 помешкання (213/км²).
Расовий склад населення:
| - 78,2 % — білих - 12,5 % — чорних або афроамериканців - 0,2 % — азіатів - 8,4 % — осіб інших рас |

До двох чи більше рас належало 0,7 %. Частка іспаномовних становила 9,5 % від усіх жителів.
За віковим діапазоном населення розподілялося таким чином: 27,2 % — особи молодші 18 років, 49,0 % — особи у віці 18—64 років, 23,8 % — особи у віці 65 років та старші. Медіана віку мешканця становила 37,6 року. На 100 осіб жіночої статі у місті припадало 76,4 чоловіків;  на 100 жінок у віці від 18 років та старших — 68,1 чоловіків також старших 18 років.
Середній дохід на одне домашнє господарство  становив 40 646 доларів США (медіана — 37 639), а середній дохід на одну сім'ю — 50 980 доларів (медіана — 48 750). Медіана доходів становила 29 813 долари для чоловіків та 28 750 доларів для жінок. За межею бідності перебувало 8,6 % осіб, у тому числі 0,0 % дітей у віці до 18 років та 5,8 % осіб у віці 65 років та старших.
Цивільне працевлаштоване населення становило 215 осіб. Основні галузі зайнятості: освіта, охорона здоров'я та соціальна допомога — 20,9 %, роздрібна торгівля — 18,1 %, виробництво — 15,8 %.